# Ferdinand Monchy
Ferdinand Elias Joseph (Nand) Monchy (Sint-Lenaarts, 25 april 1913 - Merksem, 30 januari 2001) was een Belgisch bestuurder.

## Levensloop
Hij genoot zijn secundair onderwijs aan de Lagere Rijksmiddelbare School te Antwerpen van 1926 tot 1929. Vervolgens ging hij aan de slag als bediende bij Antwerp Grain Works. In 1932 volgde hij een cursus tot bibliothecaris te Antwerpen en was hij actief op het Secretariaat van Katholieke Boekerijen.
In 1933 werd hij actief bij de Katholieke Arbeidersjeugd (KAJ), eerst als propagandist te Mechelen en vervolgens voor de landelijke organisatie. In 1936 werd hij propagandist voor het Algemeen Christelijk Werknemersverbond (ACW) Mechelen en in 1944 voor de Kristelijke Werknemersbeweging (KWB). Een jaar later, in 1945, nam hij om persoonlijke redenen ontslag bij deze organisatie.
In 1947 werd hij regionaal voorzitter van de Belgische Federatie van het Wasbedrijf (BFW) en vanaf 1955 nationaal voorzitter van de Noordelijke Federatie van het Belgisch Wasbedrijf (NFBW). Daarnaast was hij vanaf 1953 afdelingsvoorzitter van de Nationaal Christelijk Middenstandsverbond (NCMV) te Mechelen, in 1956 werd hij arrondissementeel voorzitter van de NCMV Mechelen. In 1962 werd hij nationaal voorzitter van deze middenstandsorganisatie.
Tevens was hij vanaf 1960 voorzitter van de Association Conservatrice et Catholique de Malines. Ten slotte was hij ook politiek actief in de CVP, waar hij onder meer voorzitter was voor het arrondissement Mechelen.